# Дарсі Роуз Бірнс
Дарсі Роуз Бірнс (англ. Darcy Rose Byrnes, нар. 4 листопада 1998, Бербанк, Каліфорнія) — американська-ірландська актриса та співачка. Вона найбільш відома своїми ролями принцеси Ембер у серіалі «Софія Прекрасна».

## Біографія
Бірнс народився в Бербанк, Каліфорнія. Під час серіалу «Молоді та неспокійні» вона навчалася вдома, а потім рано закінчила середню школу. Оскільки вона була надто молодою, щоб бути студенткою бакалаврату, вона записалася на 8-тижневу програму Шекспіра в Королівська академія драматичного мистецтва в Лондон.

## Фільмографія
| Рік       | Українська назва                           | Оригінальна назва                     | Роль              |
| --------- | ------------------------------------------ | ------------------------------------- | ----------------- |
| 2000      | «Співаючі малюки: Час дитячих віршів»      | Singing Babies: Nursery Rhyme Time    | Baby              |
| 2003      | «Хроніки Спаркі: Карта»                    | The Sparky Chronicles: The Map        | Daughter          |
| 2003–2008 | «Молоді та неспокійні»                     | The Young and the Restless            | Abby Newman       |
| 2005      | «Без сліду»                                | Without a Trace                       | Young Melissa     |
| 2005      | «1/4 життя»                                | 1/4life                               | Little Sister     |
| 2007      | «Мертва справа»                            | Cold Case                             | Abby Bradford     |
| 2007      | «Брати і сестри»                           | Brothers & Sisters                    | Gwyneth           |
| 2007      | «Зухвалі і красиві»                        | The Bold and the Beautiful            | Abby Newman       |
| 2007      | «1321 Конюшина»                            | 1321 Clover                           | Tallulah          |
| 2007      | «Викрадення»                               | The Kidnapping                        | Hannah McKenzie   |
| 2008      | «Як я зустрів вашу маму»                   | How I Met Your Mother                 | Lucy Zinman       |
| 2008      | «Акулячий рій»                             | Shark Swarm                           | Heather           |
| 2008–2009 | «Брудні сексуальні гроші»                  | Dirty Sexy Money                      | Kiki George       |
| 2009      | «Приватна практика»                        | Private Practice                      | Gracie Rousakis   |
| 2009      | «Медіум»                                   | Medium                                | Phoebe Burnes     |
| 2009      | «Мене звати Ерл»                           | My Name Is Earl                       | Maddy             |
| 2009      | «Доктор Хаус»                              | House M.D.                            | Marika Greenwald  |
| 2009      | «Та, що говорить з привидами»              | Ghost Whisperer                       | Drew Stanton      |
| 2010      | «Зцілення рук»                             | Healing Hands                         | Dawn              |
| 2010      | «Аміш Грейс»                               | Amish Grace                           | Rebecca Knepp     |
| 2010      | «Країна космонавтів»                       | The Land of the Astronauts            | Jennifer          |
| 2010–2012 | «Відчайдушні домогосподарки»               | Desperate Housewives                  | Penny Scavo       |
| 2011      | «Тисяча слів»                              | A Thousand Words                      | 10-Year-Old Girl  |
| 2012–2014 | «Легенда про Корру»                        | The Legend of Korra                   | Ikki              |
| 2012      | «Софія Прекрасна: Одного разу принцеса»    | Sofia the First: Once Upon a Princess | Princess Amber    |
| 2013–2018 | «Софія Прекрасна»                          | Sofia the First                       | Princess Amber    |
| 2016      | «Софія Прекрасна: Елен і Таємниця Авалора» | Elena and the Secret of Avalor        | Princess Amber    |
| 2017–2020 | Духовна їзда безкоштовно                   | Spirit Riding Free                    | Maricela          |
| 2018      | «Людина-павук: Навколо всесвіту»           | Spider-Man: Into the Spider-Verse     | Additional Voices |
| 2021      | «Великий Постріл»                          | Big Shot                              | Harper            |